# Lhasa
Lhasa (eller Lasa) er hovedstaden i det kinesisk besatte Tibet. Lhasa har en befolkning på omkring 120.000. Lhasa var hovedstaden for det gamle Tibet fra 800-tallet til 1950. Lhasa ligger over 3650 m oh. Det gør den til en af verdens højest beliggende hovedstæder. Byens navn betyder "Gudernes sted."
I første halvdel af det 20. århundrede kom flere vestlige opdagelsesrejsende til byen som Francis Younghusband, Alexandra David-Néel og Heinrich Harrer (se Syv år i Tibet).
I dag findes der flere kinesere i Lhasa og i Tibet, end der er indfødte tibetanere, hvilket er et resultat af Kinas besættelsespolitik overfor Tibet. Lhasas berømte Potala Palads, hvor den eksilramte Dalai Lama havde hovedsæde, står på UNESCOs Verdensarvsprogram. Andre vigtige bygninger er Jokhang, Norbulingka, Drepung-klosteret og Sera-klosteret.
Den 1.080 km lange Qinghai-Tibet toglinje til Lhasa er færdig.
- Lhasa

29°38′45″N 91°08′27″Ø / 29.64576°N 91.14082°Ø